# Hemilea malagassa
Hemilea malagassa är en tvåvingeart som beskrevs av Albany Hancock 1985. Hemilea malagassa ingår i släktet Hemilea och familjen borrflugor.
Artens utbredningsområde är Madagaskar. Inga underarter finns listade i Catalogue of Life.